# Maulwürfe (Günter Eich)
Maulwürfe ist eine Prosasammlung von Günter Eich, die 1968 veröffentlicht wurde.

## Inhalt und Stil
Die Maulwürfe werden von einem Vorwort eingeleitet, in dem Eich auf die Programmatik der „Maulwürfe“ eingeht. Die recht kurz gehaltenen Texte entziehen sich einer Gattungszuordnung. Sie sind formal den Kurzgeschichten zuzuordnen, enthalten aber auch Merkmale eines Gedichts. Die einzelnen Geschichten sind oft episodenhaft und stellen kleine Vexierbilder dar. Sie sind selten länger als 15–20 Zeilen.
Die Themen sind recht vielfältig. Günter Eich greift auf Topoi zurück, die er schon in seiner Georg-Büchner-Preis-Rede angesprochen hat: den kritischen Schriftsteller und sein Verhältnis zur Macht. Die Texte sind voller intertextueller und kontextueller Anspielungen, insbesondere enthalten mehrere Maulwürfe Anspielungen auf Michail Alexandrowitsch Bakunin, die Gruppe 47, deren Mitbegründer Eich war, und Friedrich Hölderlin.

## Werksgeschichte
1967 stellte Eich seine ersten Maulwürfe auf der letzten Tagung der Gruppe 47 vor. Diese war zu diesem Zeitpunkt zerstritten. Die Texte, die Eich vorlas, wurden mit gemischten Gefühlen aufgenommen. Günter Grass beispielsweise konnte während des Vortrages beim Kopfschütteln beobachtet werden. Insgesamt überwog allerdings die Begeisterung.
Die ersten Maulwürfe veröffentlichte Eich 1967 in der Kulturzeitschrift Merkur. Die Kurzprosasammlung erschien 1968 und wurde mit Ein Tibeter in meinem Büro – 49 Maulwürfe 1970 fortgesetzt. In Eichs Nachlass fanden sich weitere Maulwürfe, die noch nicht zur Veröffentlichung freigegeben waren. Die überlieferten handschriftlichen Vorlagen zeigen, dass Eich vielfach an den Geschichten gefeilt hat, bis diese in der später veröffentlichten Form vorlagen.

## Interpretation
Günter Eich wollte sich einer Interpretation seiner Werke entziehen und sprach in diesem Fall von einer Meditation, die seiner Meinung nach für eine Auseinandersetzung mit seinen Maulwürfen unabdingbar wäre.
Das Wort Maulwürfe ist auf mehrere Arten interpretierbar. Eich selbst äußerte sich vor einer Schülerversammlung dazu und betonte, dass es sich um ein Wort aus seiner Familiensprache handele. In den frühen Jahren seiner Ehe mit Ilse Aichinger habe ein bestimmter Maulwurf eine große Rolle gespielt. Semantisch setzt es sich aus den beiden Wörtern „Maul“ und „Wurf“ zusammen. Es bezeichnet also sozusagen hingeworfene  Sprachfetzen.

## Rezeption
Die Maulwürfe wurden in der literarischen Auseinandersetzung gemischt aufgenommen. Marcel Reich-Ranicki bezeichnete sie als „einigermaßen peinliche Lappalien“ und als „geschwätzig“. Heinrich Vormweg lobte den „nervösen Scharfsinn“ und sprach im Zusammenhang von der Veröffentlichung der Maulwürfe von einem „Ereignis“. Durch den Zuspruch der Kritik aus den Reihen anderer Literaten aus Eichs Generation (Heinrich Böll, Karl Krolow) als auch aus denen der zeitgenössischen Schriftsteller (Gabriele Wohmann, Peter Härtling) und einer fast durchgängig positiven Würdigung von Eichs Lyrik nach 1968, entwickelten sich die Maulwürfe zu seinem bisher größten Publikumserfolg.
Zu den bekanntesten Stücken der Sammlung zählen „Hausgenossen“, „Sammlerglück“ und „Episode“, die in die Sammlung „Deutsche Kurzprosa der Gegenwart“ des Reclam-Verlages aufgenommen wurden. Einzelne Maulwürfe wurden auch in den Kanon der Schulbücher aufgenommen und für diverse Sammlungen deutscher Gegenwartsliteratur verwendet.

## Primärliteratur
- Günter Eich: Maulwürfe. Insel-Verlag, Frankfurt 2006, ISBN 3-458-19283-2 (Insel-Bücherei 1283), (Aktuelle Ausgabe).
- Gesammelte Werke in vier Bänden. Suhrkamp, Frankfurt am Main 1991:

Band I: Die Gedichte. Die Maulwürfe. Herausgegeben von Axel Vieregg. ISBN 3-518-40209-9.
- Werner Bellmann, Christine Hummel (Hrsg.): Deutsche Kurzprosa der Gegenwart. Reclam, Stuttgart 2005, ISBN 3-15-018387-1 (Universal-Bibliothek 18387).

## Sekundärliteratur
- Peter Bekes: Günter Eich: Maulwürfe – „Hausgenossen“, „Sammlerglück“, „Episode“. In: Werner Bellmann, Christine Hummel (Hrsg.): Deutsche Kurzprosa der Gegenwart. = Interpretationen – Deutsche Kurzprosa der Gegenwart. Reclam, Stuttgart 2006, ISBN 3-15-017531-3, S. 61–76 (Reclams Universal-Bibliothek 17531 Interpretationen).
- Aura Maria Heydenreich: Wachstafel und Weltformel. Erinnerungspoetik und Wissenschaftskritik in Günter Eichs „Maulwürfen“. Vandenhoeck & Ruprecht, Göttingen 2007, ISBN 978-3-525-20602-7.
- Sigurd Martin: Die Auren des Wort-Bildes. Günter Eichs Maulwurf-Poetik und die Theorie des versehenden Lesens. St. Ingbert, Röhrig 1995, ISBN 3-86110-057-6.
- Peter Horst Neumann: Die Rettung der Poesie im Unsinn. Über Günter Eich. Aachen, Rimbaud 2007, ISBN 3-89086-578-X.
- Iris Radisch: „Absicht des Anarchischen“. Zum 100. Geburtstag des bedeutendsten Dichters der deutschen Nachkriegsliteratur.. In: Die Zeit. 1. Februar 2007, Nr. 06.
- Heinz F. Schafroth: Günter Eich. Beck, München 1976, ISBN 3-406-06263-6 (Autorenbücher 1).